# Nasser Zefzafi
Nasser Zefzafi (arabiska: ناصر الزفزافي, Berbiska: ⵏⴰⵚⵔ ⵣⴻⴼⵣⴰⴼⵉ), född 4 november 1979 i Al Hoceïma i norra Marocko, är en marockansk aktivist som beskrevs som ledare för proteströrelsen i Rifbergen och staden Al Hoceima, allmänt känd som Hirak Rif (Rif-rörelse). Den 29 maj 2017 arresterades han av den marockanska polisen och anklagades för en lista brott såsom: "undergräva den nationella säkerheten, konspiration emot statens säkerhet och mottagande av medel från utlandet som används för att destabilisera landet".
Den 29 juli 2018 dömde en domstol i Casablanca Nasser Zefzafi till 20 års fängelse. 500 andra personer (journalister och aktivister) dömdes, till sammanlagt drygt 300 år.
Samma år (2018), valdes Zefzafi som en av de 3 finalisterna till Sacharovpriset, som vanns senare av Oleg Sentsov.